# Cementerio General de Santa Rosa de Copán

## Historia

### Antecedentes
Santa Rosa de Copán, fue fundada a partir de una hacienda del capitán español don Juan García de la Candelaria a principios del siglo XVIII, los primeros pobladores de la localidad fueron los propios familiares de García de la Candelaria y sus trabajadores, quienes al fallecer sus restos fueron depositados en un pequeño predio cedido por los herederos García el cual es el sitio donde se encuentra la actual Catedral de Santa Rosa de Copán y el que se dejó de usar al destinarse este predio para la construcción de la iglesia en el año de 1800 y la que terminó de acabarse en 1802. Para ello el cementerio fue reubicado en lo que actualmente es el Barrio Santa Teresa, lado este de la ciudad de Santa Rosa de Copán, en aquel tiempo una simple aldea.
Santa Rosa fue elevada a Municipio en 1843 y en el Barrio Santa Teresa, el cementerio funcionaba adecuadamente, fue aquí donde se sepulto al presidente capitán general don José María Medina después de ser ejecutado mediante fusilamiento, lo mismo el general Ezequiel Marín. Siendo gobernador político del Departamento de Copán el Coronel Jerónimo J. Reina se preocupó por el mal estado de las tumbas, mausoleos, criptas y enterramientos del cementerio de Santa Teresa y decidió reubicarlo nuevamente.
El licenciado y coronel Jerónimo J. Reina solicitó un informe del estado del cementerio general y al darse cuenta de los irreparables daños, decidió fundaron nuevo cementerio general en las afueras de la ciudad, sobre una colina, al lado noreste. Este camposanto, más adecuado y funcional cumplió con las expectativas del gobernador Reina y es aquí donde guardan los mausoleos y criptas de las emblemáticas familias de hondureños del siglo XX, como los 
García, Ayala, Díaz, Milla, Castellanos, Castejón, Madrid, Hernández, Urquía, Rodríguez, Bueso, Lara, Tábora, Fajardo, Fasquelle, Handal, Jaar, Well, Sú, Gauggel, Guirst, entre otros.  
En 1972 siendo Alcalde municipal el doctor Arnulfo Bueso Pineda, se ordena la ampliación del cementerio proyectándose hacia el lado derecho del actual y procediendo a la venta de los lotes y siendo inaugurado en 1974, actualmente es el que utiliza para los enterramientos.

### Cronología del cementerio general
- 1803-1825 Campo Santo (Catedral de Santa Rosa de Copán.
- 1825-1912 Cementerio Antiguo, Barrio Santa Teresa.
- 1912-actualidad Cementerio General.

## Tipos de arquitectura
En el cementerio antiguo se puede encontrar mausoleos en mal estado, cuyos ribetes y diseños eran tipo victorianos y barrocos, en el cementerio nuevo también se encuentran los tipos barrocos, victoriano y hasta semi góticos, adornos de flores de lis, estrellas, triángulos, imágenes de ángeles, vírgenes y Cristos, leyendas en bajorrelieve y esculpidas en mármol y cerámicas.

## Personalidades enterradas aquí
- Capitán general José María Medina Presidente de la nación,
- Ingeniero Manuel Bueso Pineda Alcalde, diplomático y empresario,
- doctor Arturo Rendón Madrid político y diplomático,
- General Emilio Delgado político y rector de la Universidad Nacional de Occidente,
- Presbítero y licenciado José María Rodríguez Orellana Político y rector de la Universidad Nacional de Occidente,
- Abogado Carlos Madrid político, doctor en jurisprudencia y rector de la Universidad Nacional de Occidente,
- Martín Navarro obispo de la Diócesis de Santa Rosa de Copán,
- Profesor Mario Arnoldo Bueso Yescas historiador y profesor,
- José Maximiliano Rosales Enamorado Magistrado y viceministro,
- Rosalía López Recinos esposa del gobernador Jerónimo J. Reina, entre otros muchos.